# المعلم ومارغريتا
المعلم ومارغريتا (بالروسية: Мастер и Маргарита) رواية للكاتب الروسي ميخائيل بولغاكوف عن زيارة مفترضة يقوم بها الشيطان إلى الاتحاد السوفيتي الملحد، اكتملت في 1940 وصدرت في 1967 بعد موت مؤلفها بسبعة وعشرين عاماً. اعتبرها النقاد واحدة من أهم الروايات الروسية في القرن العشرين، وإحدى أهم المقطوعات الهجائية التي وجهت للنظام السوفييتي. وأثرت في العديد من الأعمال الفنية اللاحقة.

## تاريخ الرواية

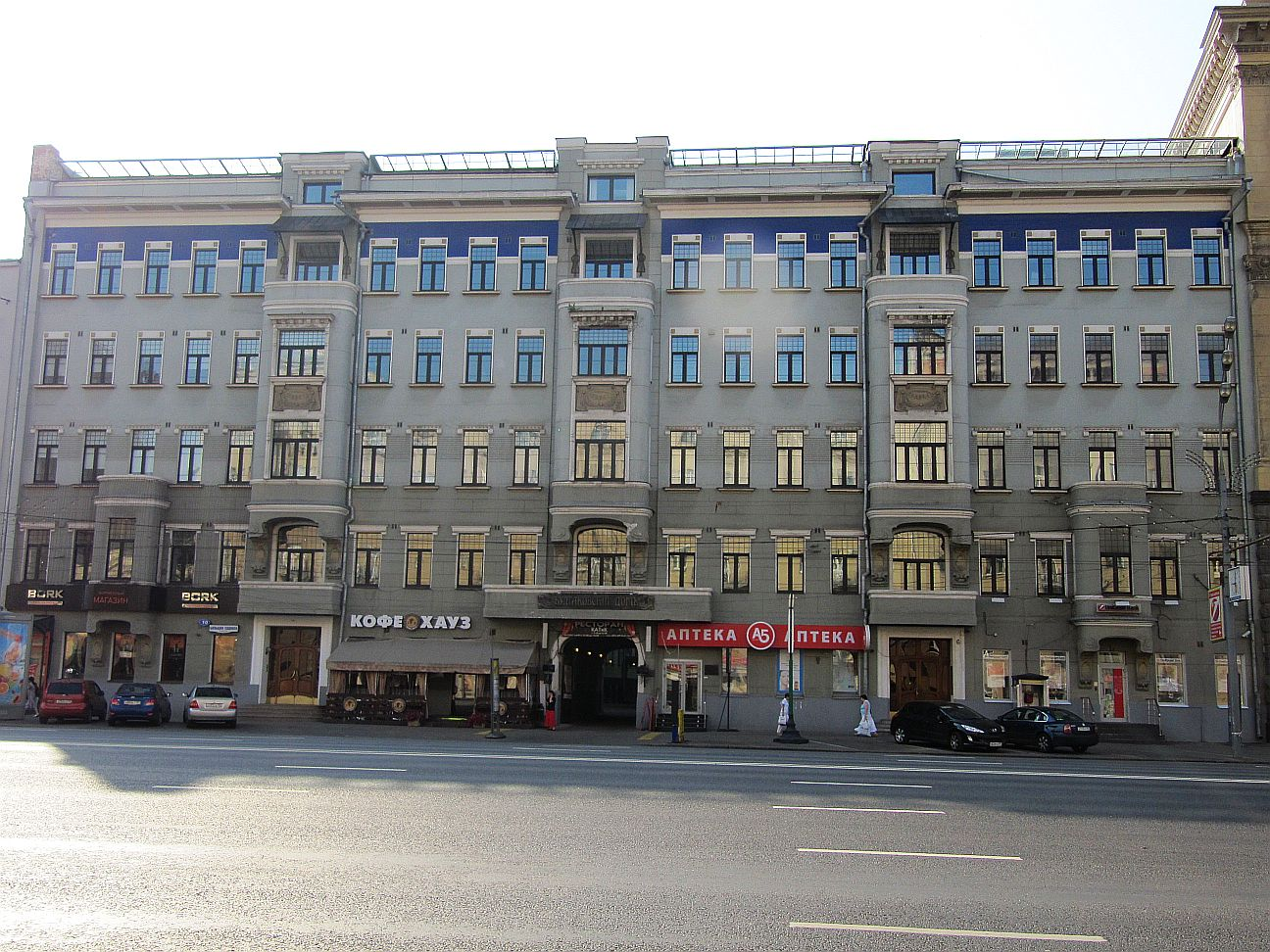
منزل بولجاكوف في موسكو (شارع بولشايا سادوفايا، 10، ص. 50). منظر من شارع جاردن رينج. تمت هنا كتابة رواية ميخائيل بولجاكوف "السيد ومارجريتا".

كتب بولغاكوف الرواية ثم أحرق مخطوطتها في 1930 ليأسه من إمكانية نشرها لموضوعها، ووضعه ككاتب مغضوب عليه، ثم أعاد كتابتها من ذاكرته في عام 1931، بعدها أنهى المسودة الثانية في 1936، ثم المخطوطة الثالثة في 1937، ثم بدأ المخطوطة الرابعة وكرس لها آخر أيامه حتى 1940. وبقيت الرواية مخطوطة حتى طُبعت أخيراً في 1967. ومنها اشتهرت عبارته التي جاءت على لسان فولند أحد أبطال الرواية: «المخطوطات لا تحترق أبداً».
نشرت إيلينا سيرجييفنا، أرملة بولغاكوف، الرواية للمرة الأولى في مجلة موسكو الأدبية في حلقات منذ نوفمبر 1966 وحتى يناير 1967، وقد حُذف منها ما يقرب من 12% من مجملها بداعي توفير المساحة، لكن الحذف كان على الأغلب بسبب التحفظات السوفيتية على مضمون الرواية، فحذف منها ما يتعلق بممارسات الشرطة السرية في القدس وموسكو، كما حذفت لغة مارغريتا الفظة والبذيئة. بعد ذلك انتشرت الأجزاء المحذوفة في كتيبات مطبوعة. ونُشر النص الكامل في باريس عام 1967، وبعدها نشر في ألمانيا عام 1969 مع إبراز الأجزاء المحذوفة بالخط المائل.
في 1973 نشرت الرواية كاملة للمرة الأولى بشكل كتاب صادر عن دار خودوزهيسفيفينايا، مع أعمال أخرى لم تنشر لبولغاكوف، وقد أعدت المخطوطة للنشر الخبيرة أنا ساكيانتز بناء على مخطوطة 1940، واعتمدت طبعة 1973 على أنها الطبعة النظامية للدارسين والباحثين حتى 1989 حين صدرت طبعة جديدة منقحة للراوية بعد أن أعادت الخبيرة الأدبية ليديا يانوفسكايا مراجعة جميع المخطوطات المتوفرة في كييف، وأصبحت طبعة 1989 هي الطبعة النظامية من الرواية.

### الفصول الأخيرة
نسخ بولغاكوف فصول الرواية الأخيرة إلى آخر مسودة، ومات قبل أن يلائم بينها وبين الرواية حسب نسختها الأخيرة، فتولت زوجته ضم الفصول الأخيرة من المسودات السابقة إلى المسودة الأخيرة للراوية، قبل إعداد النسخة الأخيرة من الرواية.

## الحبكة
تتحدث الرواية عن زيارة مفترضة يقوم بها الشيطان (فولند) إلى موسكو، العاصمة السوفييتية، في أوائل الثلاثينيات، ووقائع هذه الزيارة. وتبدأ من مشهد يتجادل فيه الشاعر بزدومني والأديب برليوز رئيس رابطة الماسوليت الأدبية حول وجود المسيح والشيطان، ليظهر لهما فولند ويثبت وجود المسيح والشيطان بحكاية مشهد لقاء بيلاطس البنطي مع يسوع الناصري (اسم مصحف للمسيح)، ثم يتنبأ بموت برليوز، وإصابة بزدومني بالشيزوفرينيا.
يظهر فولند بعدها في شقة برليوز التي يتقاسمها مع مدير مسرح منوعات اسمه ليخدييف، ويُرسل ليخدييف إلى يالطا، ليستولى على الشقة مع عصابته التي روعت بزودمني، كرفيوف وبيهموث القط. وتنضم إليهم فيما بعد هيلا مصاصة الدماء، وعزازيلو القاتل المأجور. يتولى كرفيوف تنظيم حفلة للسحر الأسود وفضحه، لرغبة فولند في مشاهدة أهل موسكو، فيمتلئ المسرح عن آخره، ويحيي كرفيوف وبهيموث الحفلة التي تمتلئ بالأمور المرعبة والغريبة.
يظهر بيلاطس البنطي من جديد متدبراً أمر العفو عن المسيح، لكن الكهنة اليهود يرفضون ذلك، ومن ثم يظهر ليفي ماتفي (متى العشار) محاولاً إنقاذ المسيح من العذاب دون فائدة.
يقابل بزودمني المعلم، ويعرف منه أنه قابل الشيطان في البداية. كما يعرف أن المعلم كتب رواية عن بيلاطس البنطي والي اليهودية الخامس، ويعلم عن حبه لمارغريتا.
يدبر بيلاطس البنطي مقتل يهوذا، وتقبل مارغريتا دعوة عزازيلو لزيارة فولند، فتصبح ساحرة، وتنضم إلى الشيطان مع خادمتها في حفلة يقتل خلالها البارون مايغل، إحدى الشخصيات البارزة المكلفة بالتعامل مع السياح، وذلك لمشكلة بينهما. ثم يعودون جميعاً إلى الشقة رقم خمسين حيث يواصل كرفيوف وبهيموث حيلهما وألاعيبهما.
تطلب مارغريتا من فولند أن يحضر لها المعلم، فيستحضره لها، ويعيد له روايته المحترقة قائلاً أن الكتب لا تحترق، ويعود المعلم ومارغريتا إلى شقة الأخير، في حين يقوم كرفيوف وبيهموث بمجموعة مغامرات أخيرة، بعدها تحاصر الشرطة الشقة رقم خمسين والتي تكررت الإخباريات الغريبة بشأنها، لكن بهيموث يهزأ برجال الشرطة، ويحرقها، ويغادر برفقة فولند وكرفيوف في وضح النهار مودعين موسكو.
يأتي متى العشار لمقابلة فولند بشأن المعلم، ويطلب منه أن يقوده إلى الطمأنينة لا إلى النور، فيستدعي فولند المعلم ومارغريتا، وينطلق برفقة عصابته إلى الملاذ الأبدي.

### شخصيات الرواية
مقال رئيسي: قائمة شخصيات المعلم ومارغريتا
فولند
فولند أحد أبطال الرواية. هو الشيطان الذي يزور موسكو ليرى أهلها، ويجمع المعلم بمارغريتا ليقوده إلى الطمأنينة.
المعلم
لا يُعرف اسمه، والمعلم لقب أطلقته عليه حبيبته مارغريتا، ولم تشر الرواية له إلا به. كتب المعلم رواية عن بيلاطس البنطي وبسبب ضغوط هائلة من النقاد، أحرقها. وأُودع بعدها مصحاً للأمراض العقلية.
مارغريتا
مارغريتا نيقولايفنا امرأة متزوجة هي حبيبة المعلم التي تطلق عليه لقبه، وتبقى وفية له. تتحول إلى ساحرة وتصبح الملكة في حفل الشيطان لأجل أن يعيد إليها المعلم.
بيلاطس البنطي
بيلاطس البنطي الحاكم الروماني الذي حكم على المسيح بالصلب بناء على أوامر اليهود، يظهر ابتداء في الرواية مروياً عنه على لسان فولند.
يسوع الناصري
يشوع الغناصري اسم مصحف ليسوع الناصري. يظهر في الرواية مواجهاً لبيلاطس البنطي الذي يصادق على قتله بناء على إصرار مجمع الكهنة اليهودي في يهودا.
كرفيوف/فاغوت
كرفيوف الذي يسمى فاغوت (فاغوتو) أحياناً هو أحد أفراد حاشية الشيطان التي تزور موسكو برفقته، يقدم نفسه على أنه مترجم فولند معلم السحر الأسود الشهير، ويُقدم على أنه «مواطن» محتال.
بيهموث (بغموت)
قط ضخم هو أحد أفراد حاشية الشيطان التي تزور موسكو، يتجول بصحبة فولند وكرفيوف ليشوش بزودمني في موسكو، ويساهم في أعمال العصابة. حينما يريد فإنه يظهر على شكل رجل شبيه بالقط. وهو قط ميال إلى الخداع.
عزازيلو
شخص قبيح له ناب كبير، قاتل مأجور يعمل مع فولند.
هيلا
من حاشية الشيطان، هي وصيفته العارية، وهي مصاصة دماء تشارك في بعض أعمال كرفيوف وبهيموث.
يهوذا الكريوثي
الخائن الذي يشي بيشوع الغناصري. يُقتل بتدبير بيلاطس البنطي. ويهوذا الكريوثي اسم مصحف ليهوذا الاسخريوطي.
إيفان بزدومني
شاعر وعضو في جمعية الماسوليت الأدبية، يكتب في البداية قصيدة تثبت عدم وجود المسيح، ويدخل في جدل مع برليوز حول وجود الشيطان والمسيح. يقابل فولند وعصابته، ويشهد موت برليوز لينتهي بعدها في المصح متهماً بالشيزوفرينيا، حيث يقابل المعلم.
برليوز
رئيس رابطة الماسوليت الأدبية، يجادل بزدومني حول وجود الشيطان والمسيح، ويقابل فولند الذي يخبره بكيفية موته، يموت برليوز في البداية.
ليخدييف
زميل برليوز في السكن في الشقة رقم خمسين، المدير العام لمسرح المنوعات حيث يحيي فولند وعصابته حفلاً للسحر الأسود. يُرسله فولند إلى يالطا.
ريمسكي
أمين صندوق مسرح المنوعات. يتعرض للترويع من قبل هيلا وفارنوخا.
فارنوخا
مدير الأعمال بمسرح المنوعات، يتحول إلى مصاص دماء، ويُرسل مع هيلا لترويع ريمسكي وآخرين.
ناتاشا
خادمة مارغريتا التي تتحول هي أيضاً إلى ساحرة.

## ردود الفعل
اشتهرت رواية المعلم ومارغريتا شهرة واسعة جداً في روسيا وقت صدورها، ومن ثم احتلت مكانة كبرى بعد ترجمتها إلى اللغات الأخرى.
اعتبر الكثير من النقاد الرواية هجاء للنظام الاجتماعي السوفيتي، وهجاء لفترة حكم ستالين، واعتبرها آخرون نقداً قاسياً للتجربة الماركسية بشكل عام. لكن هناك من رأى أن الرواية تروج للشيطان، وتعتبر أنه هو بطل الرواية الأساسي. وبناء على هذا الأساس هوجمت الرواية من قبل كاهن الكنيسة الروسية أندريه كواريف الذي أصدر كتاب: المعلم ومارغريتا: مع المسيح أو ضده؟ اعتبر فيه الرواية تجديفاً وعداء للمسيح، مستشهداً بمسودة مبكرة لها تظهر أن المعلم هو فولند نفسه. أي الشيطان.

## السرد والمواضيع الرئيسية في المعلم ومارغريتا
يُمكن لرواية المعلم ومارغريتا أن تُقرأ على عدة مستويات، فهي حكاية فلسفية، وهي هجاء اجتماعي وسياسي مرير، كما أنها حكاية طريفة ومروعة. تستخدم عناصر من الكآبة ومشاهد الرعب البشاعة أحياناً لإضفاء الجو الملائم على الرواية.
تروى الرواية بكاملها عن طريق الراوي العليم، الذي يكون فولند في الفصل الثاني، فتتعمق مستويات السرد عن طريق الراوي العليم بهذه الطريقة. ويبدو واضحاً أن فولند هو من يروي الفصل الثاني، بيلاطس البنطي، لكن الرواية تبقى ملغزة إزاء الرواي العليم الذي يخبر ببقية الفصول عن بيلاطس البنطي.
طريقة السرد فيلمية، ترسم صورة بصرية كاملة، كما ترسم صورة نفسية للحدث. وتتنقل بين السخرية من قتل الإبداع باسم المعتقد إلى تقديم فيلم سوداوي ساخر عن الحياة في موسكو.
في الرواية قوة فوق طبيعية تقود الشخصيات وتضعها في المواقف المختلفة، وأجواء غرائبية مبعثها ليس وجود الشيطان، لكن التشوه النفسي والاجتماعي الذي طرأ على المجتمع.
يتشابه المعلم مع بولغاكوف، فكلاهما أحرق روايته بتأثير القمع، وكلاهما استعاد روايته. ولعل أكثر عبارات الرواية اقتباساً هي عبارة: «الكتب لا تحترق». وهي العبارة التي أكدتها عودة مخطوطة بيلاطس البنطي إلى المعلم، وعزم بولغاكوف على إكمال رواية المعلم ومارغريت.
يحضر الشيطان في الرواية حضوراً إيجابياً على نحو ما، فالشيطان هو من يعيد المخطوطة إلى المعلم، ويجمعه بحبيبته ويقوده إلى الطمأنينة، كما أنه يتسبب في أحداث هزة اجتماعية ونفسية هائلة تترك أثرها الكامل على كل شخصيات الرواية. لكن الشيطان هو الشيطان. فهو يقتل، ويرتكب الأعمال البشعة في الرواية. إما بنفسه. أو عن طريق أتباعه.
تظهر ثيمة الرواية الأساسية في لقاء فولند بمتى العشار قرب نهايتها، فيتحدث الاثنان، ويعلن فولند أنه لا وجود للخير بدون الشر، ولا عمل للمسيح بدون الشيطان. كذلك يأتي الشيطان منفذاً لطلبات المسيح التي نقلها إليه متى. وبوجود الشر، يظهر الخير والحق. وينتصر.
ويدعم ذلك الاقتباس من فاوست غوته في مقدمة الرواية، حيث أن الشيطان هو القوة التي تريد الشر أبداً، وتفعل الخير أبداً، بحسب مقولة مفستوفيلس.
من الثيمات الأخرى في الرواية، انتصار الأدب (الفن عموماً) الذي بإمكانه قيادة الأرواح إلى الطمأنينة، وتوق الروح إلى الحرية بعيداً عن أي استعباد. وحاجة الإنسان إلى الحب. والرياء والكذب الذي يعم النفوس، والبذرة الطيبة التي لا تزال موجودة تحت ركام الأنانية والخوف.

## تأثرات الرواية وتأثيراتها
ظهر تأثر بولغاكوف بأسطورة فاوست واضحاً في الرواية، بدءاً من الاقتباس في مقدمتها، واستعارة شخصية مارغريتا من فاوست غوته، ومروراً بالتأثيرات الظاهرة في شخصية فولند، وحضور السحر الأسود والساحرات. والجولة التي يقوم بها البطل بين مواطن السحر الأسود.
أيضاً تأثر بولغاكوف بنيقولاي غوغول صاحب النفوس الميتة، في جو الرواية العام الساخر والغرائبي.
بالإضافة إلى ذلك، تظهر تأثيرات نصوص دينية (أو شبه دينية) في شخصيات الرواية، غير يسوع ومتى وبيلاطس. فبهيموث القط مأخوذ من الكلمة العبرية التي تعني البهيمة الجبارة، والمذكورة في التوراة. بالإضافة إلى الكيان أبادونا المأخوذ من الهلاك أو ملاك الجحيم (أبادون). وعزازيلو القاتل المأجور يظهر فيه بوضوح الاسم التوراتي القديم لإبليس (عزازيل).
فيما أثرت رواية المعلم ومارغريتا على عدد من الأعمال الأخرى، منها رواية آيات شيطانية لسلمان رشدي. وألهمت أغانٍ وأعمالاً موسيقية وفنية أخرى منها أوبرا المعلم ومارغريتا Der Meister und Margarita للموسيقار الألماني يورك هولر في 1989، والتي صدرت في أقراص مدمجة عام 2000.

## ترجمة الرواية
تُرجمت الرواية إلى العديد من اللغات من بينها الإنجليزية والفرنسية والألمانية والإسبانية، كما تُرجمت إلى العربية مرتين، مرة بترجمة إبراهيم شكر في 1986 وحملت الترجمة اسم: (الشيطان يزور موسكو – المعلم ومرغريت). وترجمها أيضاً يوسف حلاق لتصدر عن وزارة الثقافة السورية في ذات العام.
في ترجمة إبراهيم شكر، ذُكر اسم يسوع المسيح صراحة، بينما لم يُذكر في ترجمة يوسف حلاق الذي حافظ على اسمه المُصحَف باعتباره يشوع الغانوصري. كما أن ترجمة شكر احتوت على اسم بهيموث كبغموت، وعزازيلو على أنه عزرائيل. وترواحت تسمية ليفي ماتفي في ترجمة شكر بين متى العشار وليفي ماتفي.
صدرت الترجمتان العربيتان الوحيدتان لرواية المعلم ومارغريتا في 1986، وحتى الآن لم تترجم النسخة الأخيرة المعتمدة من الرواية الصادرة في 1989.

## الرواية في المسرح والسينما والتلفاز
مُثلت رواية المعلم ومارغريتا عدة مرات في عدة إنتاجات مختلفة، وألهمت أعمالاً فنية عدة.
- 1972 فيلم تلفزيوني للمخرج أندريه واجدا بعنوان بيلاطس والآخرون (بالألمانية: Pilatus und andere) مبني على قصة بيلاطس البنطي ويشوع الغناصري في الرواية .
- 1972 فيلم للمخرج ألكساندر بيتروفيك بعنوان المعلم ومارغريتا (بالإيطالية:Il Maestro e Margherita) مأخوذ عن الرواية بتصرف كبير .
- 1990 سلسلة تلفزيونية قصيرة بعنوان المعلم ومارغريتا (بالبولندية:Mistrz i Malgorzata) عرضت مرة واحدة على الأقل في التلفزيون الروسي .
- 1991 فيلم تلفزيوني للمخرج بول بريرز بعنوان حادثة في يهودا (بالإنجليزية:Incident in Judea) مبني على قصة يشوع الغناصري فقط مع مقدمة عن بولغاكوف والرواية .
- 1994 فيلم للمخرج الروسي يوري كارا يحمل نفس اسم الرواية .
- 2005 سلسلة تلفزيونية قصيرة للمخرج الروسي فلاديمير بورتكو، حققت نجاحاً كبيراً في روسيا .

مُثلت الرواية على المسرح في ألمانيا والمملكة المتحدة في نسختين مختلفتين، الأولى عام 2002 والثانية في 2004.
تحدث أندرو لويد ويبر في مفكرة الفيديو خاصته عن أفكار ترواده بشأن إنتاج مسرحية موسيقية ضخمة عن نص المعلم ومارغريتا .